# 이덕근 (왕족)
순녕군 이덕근(順寧君 李德根, ? ~ 1412년 음력 4월 25일)은 고려 말기의 선비이며 조선 초기의 왕족 및 문관 겸 무관이다. 본관은 전주(全州)이다.

## 생애
태조 이성계의 적장남인 진안대군 이방우의 서자이다.
서해도 해주에서 출생하였고 지난날 한때 전라도 전주에서 잠시 유아기를 보낸 적이 있으며 그 후 한때 전라도 진안에서 잠시 유년기를 보낸 적이 있고 개경에서 성장하였다. 그의 첫째 이복 형 이복근(李福根)은 아버지 진안대군의 적장자로 봉녕부원군에 책봉되었고, 진안대군의 둘째아들이자 서자인 그는 1393년 원윤(元尹)에 책봉되었다가 1395년 순녕군(順寧君)에 진봉되었다.
그는 1393년, 아버지 진안대군의 상을 치른 이후 1398년 작은아버지 이방원(훗날 태종)이 주도하여 일으킨 제1차 왕자의 난과 제2차 왕자의 난에 모두 가담하였다. 그러나 방탕한 행색을 동반한 야간 주색이 과도하여 태종이 보위에 오르고 난 이후에는 조정에서 퇴출되어 이후 빈자들의 곡식을 약탈하며 야간 주색을 일삼았고, 와룡사(臥龍寺)의 주지승인 설연(雪然)은 순녕군이 죄를 짓고 숨어 다니는 것을 도와주곤 하였는데, 이를 알게 된 태종은 순녕군에 대한 종친의 정을 생각하여 끝내 죄를 묻지는 않았다.
야간 주색을 즐기던 그는 결국 아버지 진안대군과 같은 전철을 밟게 되어 1412년 음력 4월 25일을 기하여 자신의 사저에서 과음 주독으로 사망하였다. 묘소는 경기도 양주군 묘적산에 있었으나 후에 실전되었다.

## 가족 관계
- 조부 : 태조 이성계
- 조모 : 신의왕후 한씨
  - 아버지 : 진안대군 이방우
  - 어머니 : 해주 왕씨
    - 부인 : 개성왕씨, 정양군 왕우의 딸